# Chér (album 1966)
Chér − trzeci solowy album amerykańskiej piosenkarki Cher. Został wydany w październiku 1966 roku nakładem wytwórni Imperial Records. Przy produkcji albumu Cher współpracowała ze swoim ówczesnym mężem, Sonn'ym Bono oraz Haroldem Battiste i Stanem Ross. Album jest zbiorem coverów, ale zawiera również jeden utwór napisany przez Bono. Jedynym singlem wydanym z albumu został utwór „Alfie”, będący coverem piosenki skomponowanej przez Burta Bacharacha, promującej film Alfie.
Album dotarł do 59 miejsca w notowaniu Billboard 200 w Stanach Zjednoczonych.

## Lista utworów
Wszystkie utwory zostały wyprodukowane przez Sonny’ego Bono.
| Pierwsza strona | Pierwsza strona                                  | Pierwsza strona                        | Pierwsza strona |
| Nr              | Tytuł utworu                                     | Autorzy                                | Długość         |
| --------------- | ------------------------------------------------ | -------------------------------------- | --------------- |
| 1.              | „Sunny”                                          | Bobby Hebb                             | 3:06            |
| 2.              | „Twelfth of Never”                               | Jerry Livingston, Paul Francis Webster | 2:14            |
| 3.              | „You Don't Have to Say You Love Me”              | Pino Donaggio, Vito Pallavicini        | 2:45            |
| 4.              | „I Feel Something in the Air (Magic in the Air)” | Sonny Bono                             | 3:38            |
| 5.              | „Will You Love Me Tomorrow”                      | Gerry Goffin, Carole King              | 2:55            |
| 6.              | „Until It's Time for You to Go”                  | Buffy Sainte-Marie                     | 2:45            |
|                 |                                                  |                                        | 17:23           |

| Druga strona | Druga strona         | Druga strona                  | Druga strona |
| Nr           | Tytuł utworu         | Autorzy                       | Długość      |
| ------------ | -------------------- | ----------------------------- | ------------ |
| 1.           | „Buffy Sainte-Marie” | Paul Stookey, Peter Yarrow    | 3:40         |
| 2.           | „Catch the Wind”     | Donovan                       | 2:13         |
| 3.           | „The Pied Piper”     | Steve Duboff, Artie Kornfield | 2:24         |
| 4.           | „Homeward Bound”     | Paul Simon                    | 2:24         |
| 5.           | „I Want You”         | Bob Dylan                     | 2:53         |
| 6.           | „Alfie”              | Burt Bacharach, Hal David     | 2:48         |
|              |                      |                               | 16:22        |

## Personel
- Cher - główny wokal
- Sonny Bono - producent
- Carol Kaye, Don Peake, Mac Rebennack - gitara
- David Cohen, Mike Post - gitara 12 strunowa
- Lyle Ritz - elektryczna gitara basowa
- Cliff Hills - pionowy bas
- Gabriel Mekler - fortepian
- Michel Rubini - klawesyn
- Frank Capp - perkusja
- Gene Estes, Jim Gordon, Jungle Geno - perkusja
- George Poole - skrzypce, flet
- Harold Battiste - aranżer muzyki, dyrygent muzyczny
- Stan Ross - inżynier dźwięku
- Woody Woodward - kierunek artystyczny